# وانسا گراوینا
وانسا گراوینا (ایتالیایی: Vanessa Gravina؛ زادهٔ ۴ ژانویه ۱۹۷۴) بازیگر اهل ایتالیا است.
از فیلم‌ها یا مجموعه‌های تلویزیونی که وی در آن‌ها نقش داشته‌است می‌توان به افسون، مظنون و عشق در نگاه اول اشاره نمود. او بابت بازی در این فیلم نامزد دریافت روبان نقره‌ای شد.